# Кете
Кете (каз. кете) — казахский род, являющийся одним из шести подразделений ветви Байсары племени Алшын Младшего жуза. Байсары в свою очередь представляют собой одну ветвь крупного племени Алшын.

## История
Ряд исследователей род кете отождествляет с племенем китя (hi-ti). Данное племя было в числе 18 племён, подвластных киданям, князья которых были собраны в 1120 г. Елюй Даши и затем приняли участие в походе на караханидов. Несколько позже в числе племен, приводимых в списке Мубаряк-шахом, упоминается племя хита, которое, возможно, является предком современных кете. Следующее упоминание о роде кете содержится в списке родов Младшего жуза, составленном в 1748 году М. Тевкелевым.
Н. А. Аристов выдвигал гипотезу о связи народа хити (хетты) с родом кете. Также он не поддерживал идею отождествления хити с киданями, озвученную Д. Кемпбеллем, ввиду того, что потомки киданей в составе казахов известны как ктай или кытай, в составе киргизов как хытай. Г. Е. Грумм-Гржимайло считал, что кете имеют смешанное происхождение — метисы динлинов, тюрков, угро-финнов (остяков) и алтайцев. Ф. Мубаряк-шах относил их к тюркам.
Ж. М. Сабитовым аргументирована точка зрения о тождестве алшынов и алчи-татар, живших в Монголии до XIII века. Изначально алчи-татары проживали на территории современной Монголии. После расширения границ Монгольской империи, часть алчи-татар переселилась в Золотую Орду, где благодаря Боракчин (жена Бату) эмиры из рода алчи-татар смогли занять ведущие позиции. Согласно шежире, приводимому Ж. М. Сабитовым, все алшынские роды в составе байулы и алимулы, включая кете, происходят от Алау из племени алшын, жившего в XIV в. во времена Золотоордынского хана Джанибека.
Судя по гаплогруппе C2-M48, прямой предок алшынов по мужской линии происходит родом с Восточной Азии (близка калмыкам и найманам рода сарыжомарт), но не является близким нирун-монголам (субклад С2-starcluster). Генетически племенам алимулы и байулы из народов Центральной Азии наиболее близки баяты, проживающие в аймаке Увс на северо-западе Монголии. Основной гаплогруппой для кете является C-Y15552 (которая также является общеалшынской).

## Численность и расселение
До революции 1917 года численность рода составляла 50—60 тысяч человек.
Представители рода Ак кете проживают вдоль рек Уил и Кобда, а также в Астраханских и Оренбургских областях Российской Федераций. Массово представлены в Уилском районе Актюбинской области, где составляют абсолютное большинство населения. Исторические места проживания другого подрода Кара кете нижнее течение реки Сырдарья Аральский, Казалинский, Кармакшинский, Сырдарьинские районы Кызылординской области, а также Алгинский район Актюбинской области.

## Родовой состав
В. В. Востров и М. С. Муканов выделяли шесть подродов: ак-кете, кара-кете, мамает-тюйте, токкожа, бозаичи, тегенболат.
Р. А. Бекназаров выделяет двадцать ветвей, объединённых в три рода: ожырай кете, кара кете и ак кете. В составе ожырай кете им выделены следующие роды: мырза, баимбет, алдияр, батике, курманкожа, толек; в составе кара кете: томпак кете, асан, жанбакты, кулыс; в составе ак кете: аккошкар, байкошкар, шалкошкар, коныр кете, майлы кете, мама, туйте, калкаман, естек кете, сеит кете.
Род китя, по «Расписанию» И. Казанцева, состоит из трёх отделений: аджрай-китя (части айдар, альмамбет, байкучкар, чаны и майлы), кара-китя (части кулчур, мамбет, тюря, иштяк, урурмук, киначи, карабазар) и ак-китя (кирпук, кул-юс, тумпак, аримхуджа, мурза, курчи, туляк, баимбет, курманходжа, рыскул).

## Шежире
Согласно шежире (родословной), от одного из предков Младшего жуза — Кадыркжи (Каракесек) родились Байсары, Алим, Шомен.
От Байсары — Бозаншар, Майлыбай (он погиб от рук врагов). После смерти Байсары Алим берет в жёны свою невестку Кетебике — мать Бозаншара. От Алима рождается Тайкожа. По Р. А. Бекназарову, у Алима было два сына — Тегенболат (позднее прозванный Карасакал) и Тойкожа. После смерти Алима на Кетебике женится Шомен. От него рождается Томенкожа.
От Бозаншара рождаются Адамкожа, Саду. От Тайкожа — Ак кете. От Томенкожа — Томпак, Сары.
От Адамкожа — Кара кете. От Саду — Сабден.
Таким образом, Кетебике поочередно выходит замуж за троих братьев и рожает трёх сыновей. Впоследствии потомки, которые происходят от этих трёх сыновей, именуют себя потомками Кете. Так как они выросли вместе с Шомекеем, рожденным от собственной жены Шомена, и были сонаследниками, видимо, поэтому они называли себя «Кете-Шомекей».
Согласно Р. А. Бекназарову, от Бозаншара произошли Ожырай кете, от Алимулы Тойкожа — Ак кете, от Шоменуұлы Туменкожа — Кара кете. По благословению матери Кетебике, они взяли имя Майлыбая как общий клич. И назывались «Үш таңбалы Майлыбай-Кете» (Трехтамговый Майлыбай-Кете).

### Происхождение от Алау
Другая неподтвержденная версия шежире описана Ж. М. Сабитовым. Роды в составе племенного объединения алшын, согласно данному шежире, происходят от Алау.
В XIV в. самым известным алшином являлся Алау. Судя по историческим данным, он жил в эпоху Золотоордынского хана Джанибека. Алау участвовал в событиях, связанных с дочерью Джанибека и Аметом, сыном Исы из рода Уйсун. Его сына звали Кыдуар тентек (разбойник, хулиган Кыдуар).
Согласно одному варианту шежире, Кыдуар имел двух сыновей Кайырбай (Каракесек) и Кыдырбай (Байлы).
У Кайырбая было три сына Байсары (Кете), Алим, Шомен. От Байсары происходят Бозаншар (родоначальник кланов Каракете и Ожрайкете), от Алима происходят 6 сыновей Жаманак (родоначальник клана Шекты), Карамашак (родоначальник клана Торткара), Уланак (родоначальник клана Каракесек), Айнык и Тегенболат (родоначальники клана Карасакал), Тойкожа (родоначальник клана Аккете). От Шомена три сына Шомекей и Дойт, Тумен (Туменкожа). Шомекей — родоначальник одноименного клана. Туменкожа — родоначальник кланов Сарыкете и Кулыскете.
У Кыдырбая было 12 сыновей: Кадырсиык (родоначальник клана Шеркеш), Баксиык (родоначальник клана Ысык), Султансиык (родоначальник кланов Кызылкурт, Алаша, Маскар, Тана, Байбакты), Таз (родоначальник одноименного клана), Адай (родоначальник одноименного клана), Бериш (родоначальник одноименного клана), Есентемир (родоначальник одноименного клана), Жаппас (родоначальник одноименного клана), Алтын (родоначальник одноименного клана), Ебейты, Ногайты, Мадияр (потомства не оставили).